# Maria Alexandru
Maria Alexandru meisjesnaam Golopenta (Plugova, 30 december 1939 – 27 november 2024) was een Roemeens competitief tafeltennisspeelster. Ze werd in 1961, 1973 en 1975 drie keer met een verschillende partner wereldkampioene dubbelspel. De Roemeense liep tijdens de enkelspelfinale van Praag 1963 tegen Kimiyo Matsuzaki de individuele wereldtitel mis, maar werd in die discipline wel Europees kampioene in Londen 1966.

## Sportieve loopbaan
Alexandru behaalde gedurende twaalf WK-deelnames in alle vier mogelijke disciplines minimaal één finale. Hoewel ze er daar in het vrouwendubbel drie van verzilverde, bleven andersoortige wereldtitels uit. Met de Roemeense ploeg stond ze zowel in 1957, 1963 als 1969 in de eindstrijd van het landentoernooi. De eerste twee keer ging het goud naar Japan, de laatste keer naar de Sovjet-Unie. In het enkel-, dubbel- en gemengd dubbelspel verloor ze per discipline één finale. Individueel goud liep ze mis in 1963 tegen Kimiyo Matsuzaki. In 1969 verloor ze de dubbelspelfinale voor vrouwen (met Eleonora Vlaicov-Mihalca) van het Sovjet-duo Svetlana Fedorova-Grinberg / Zoja Roednova. De winst in de eindstrijd in het gemengd dubbel (met Anton Stipančić) ging in 1971 naar het Chinese koppel Zhang Xielin / Lin Huiqing.
Tijdens de tien Europese kampioenschappen waaraan Alexandru meedeed, won ze wél alle disciplines waarin ze deelnam minimaal één keer. Tijdens haar eerste deelname in Zagreb 1960 won ze de Europese titel in zowel het dubbel- als gemengd dubbelspel. Op haar op een na laatste EK in Duisburg 1978 won ze de dubbelspeltitel nog eens. Alexandru pakte de Europese enkelspeltitel in Londen 1966 en stond tien jaar na dato in Praag wederom in de finale. Ditmaal verloor ze van Jill Hammersley.
Het enige internationale toernooi waarop Alexandru nooit goud haalde, was de Europese Top-12. Ze plaatste zich van 1972 tot en met 1977 en in 1979. In 1972, 1974 en 1979 haalde ze daarbij de finale. De Roemeense moest al die keren haar meerdere erkennen in achtereenvolgens Beatrix Kisházi, Zoja Roednova en Gabriella Szabó.
Alexandru overleed in november 2024 op 84-jarige leeftijd.

## Erelijst
Belangrijkste resultaten:
- Wereldkampioene dubbelspel 1961 (met Georgita Pitica), 1973 (met Miho Hamada) en 1975 (met Shoko Takahashi)
- Verliezend finaliste WK enkelspel 1963
- Verliezend finaliste WK gemengd dubbelspel 1971 (met Anton Stipančić)
- Verliezend finaliste WK-landenploegen 1957, 1963 en 1969
- Europees kampioene enkelspel 1966
- Europees kampioene dubbelspel 1960 (met Angelica Rozeanu) en 1978 (met Liana Mihut), zilver in 1964 (met Ella Constantinescu-Zeller)
- Europees kampioene gemengd dubbelspel 1960 (met Gheorge Cobirzan)
- Verliezend finaliste Europese Top-12 in 1972, 1974 en 1979
- Winnares Balkan kampioenschappen enkelspel 1963, 1965, 1967, 1970-1972, 1977 en 1978
- Winnares Balkan kampioenschappen dubbelspel 1963-1972, 1976 en 1978